# Canton de Beaufort-sur-Doron
Pour les articles homonymes, voir Beaufort et Doron.
Cet article possède un paronyme, voir Canton de Beaufort.
Le canton de Beaufort-sur-Doron est une ancienne division administrative française, située dans le département de la Savoie et la région Rhône-Alpes.
Il disparait en 2015 à la suite du redécoupage cantonal de 2014.

## Histoire
Le mandement de Beaufort sert de base à la constitution du canton de Beaufort en 1793, puis en 1860.

## Composition
Le canton de Beaufort-sur-Doron regroupe les communes suivantes :
| Nom               | Code Insee | Intercommunalité | Superficie (km2) | Population (dernière pop. légale) | Densité (hab./km2) |
| ----------------- | ---------- | ---------------- | ---------------- | --------------------------------- | ------------------ |
| Beaufort          | 73034      | CA Arlysère      | 149,53           | 2 115 (2014)                      | 14                 |
| Hauteluce         | 73132      | CA Arlysère      | 62,39            | 781 (2014)                        | 13                 |
| Queige            | 73211      | CA Arlysère      | 32,61            | 834 (2014)                        | 26                 |
| Villard-sur-Doron | 73317      | CA Arlysère      | 22,21            | 690 (2014)                        | 31                 |

## Représentants

### Conseillers généraux (1861 à 2015)
| Période                                  | Période      | Identité                                        | Étiquette             | Qualité |
| ---------------------------------------- | ------------ | ----------------------------------------------- | --------------------- | --- |
| 1861                                     | 1864         | Stanislas Monod                                 |                       | Conseiller honoraire à la Cour Impériale de Chambéry                                                                    |
| 1864                                     | 1871         | Pierre Blanc                                    | Centre gauche         | Avocat à Chambéry Ancien député de Savoie au Parlement sarde (1848-1849) Député de la Savoie (1862-1874)                |
| 1871                                     | 1883 (décès) | Maxime Molliet                                  | Républicain           | Ancien percepteur - Maire de Beaufort (1871-1879)                                                                       |
| 1883                                     | 1889 (décès) | Joseph-Elie Viallet                             |                       | Avoué près la Cour d'appel, à Chambéry                                                                                  |
| 1889                                     | 1914         | Jean-Emile Viallet                              | Républicain           | Notaire - Maire de Beaufort (1879-1904), conseiller d'arrondissement                                                    |
| 1919                                     | 1925         | François Lyard                                  | RG                    | Ingénieur civil à Paris                                                                                                 |
| 1925                                     | 1925 (décès) | Joseph Eugène Viallet                           | Rad.                  | Maire de Beaufort en 1925                                                                                               |
| 1925                                     | 1937         | Jean-Baptiste Gachet                            | Rad.                  | Propriétaire - Maire de Villard-sur-Doron                                                                               |
| 1937                                     | 1940         | Marc-Jean Perrier-Gustin                        | Rad.                  | Instituteur à Queige Nommé conseiller départemental en 1942                                                             |
|                                          |              |                                                 |                       | |
| 1945                                     | 1958         | Léon Revil-Signorat                             | MRP                   | Cultivateur Maire de Queige, ancien conseiller d'arrondissement                                                         |
| 1958                                     | 1973         | Pierre Dumas                                    | DVD puis UNR puis UDR | - Directeur commercial Maire de Chambéry (1959-1977) - Secrétaire d'État puis Ministre (1962-1969) - Député (1958-1973) |
| 1973                                     | 2001         | Lucien Avocat (1925-2006, fils d'Alexis Avocat) | SE                    | Médecin Maire de Beaufort-sur-Doron (1971-1989)                                                                         |
| 2001                                     | 2003 (décès) | Martial Sevessand (1949-2003)                   | DVD                   | - Professeur - Conseiller municipal de Beaufort-sur-Doron                                                               |
| 2004                                     | 2015         | Guy Sevessand                                   | DVD                   | Professeur d’électrotechnique en lycée professionnel Conseiller municipal de Beaufort-sur-Doron depuis 2001             |
| Les données manquantes sont à compléter. |              |                                                 |                       | |

### Conseillers d'arrondissement (1861 à 1940)
Le canton de Beaufort avait deux conseillers d'arrondissement.
| Période                                  | Période          | Identité                        | Étiquette   | Qualité |
| ---------------------------------------- | ---------------- | ------------------------------- | ----------- | --- |
| 1861                                     |                  | Constant Viallet                |             | Notaire à Beaufort                                                                                          |
| 1861                                     |                  | Michel Ignace Chamiot-Prieur    |             | Propriétaire à Villard-de-Beaufort                                                                          |
|                                          |                  |                                 |             | |
| 1871                                     |                  | Nicolas Révil-Signorat          | Républicain | Propriétaire, maire de Queige                                                                               |
| 1877                                     |                  | Joseph Blanc                    | Républicain | Notaire à Beaufort                                                                                          |
|                                          |                  |                                 |             | |
| 1871                                     | 1890 (démission) | Jean-Emile Viallet              | Républicain | Conducteur des Ponts et Chaussées puis notaire - Maire de Beaufort                                          |
|                                          |                  |                                 |             | |
| 1922                                     | 1928             | Henri Avocat                    |             | Concessionnaire du service public automobile d'Albertville à Beaufort                                       |
| 1922                                     | 1928             | Adolphe Viallet                 |             | Hôtelier et cafetier à Beaufort                                                                             |
| 1928                                     | 1940             | Léon Révil-Signorat (1891-1973) | RG          | Cultivateur, maire de Queige                                                                                |
| 1928                                     |                  | M. Bochet                       | Radical     | |
| 1931                                     | 1940             | Alexis Avocat (1892-1968)       | Radical     | Agent d'assurances, conseiller municipal de Beaufort                                                        |
| 1940                                     |                  |                                 |             | Les conseils d'arrondissement ont été suspendus par la loi du 12 octobre 1940 et n'ont jamais été réactivés |
| Les données manquantes sont à compléter. |                  |                                 |             | |

## Démographie
| 1962  | 1968  | 1975  | 1982  | 1990  | 1999  | 2006  | 2011  | 2012  |
| ----- | ----- | ----- | ----- | ----- | ----- | ----- | ----- | ----- |
| 5 385 | 4 480 | 3 900 | 3 903 | 4 086 | 4 161 | 4 600 | 4 470 | 4 489 |